# Corticiales
Corticiales é uma ordem de fungos da classe Agaricomycetes. A maioria das espécies que integram o táxon são fungos corticioides, mas também estão incluídas espécies anómalas do tipo agaroide como Marchandiomphalina foliacea. Os fungos incluídos neste grupo sãp geralmente saprotrófitos, a maioria deles lignolíticos, mas alguns são parasíticos em gramíneas ou integram  líquenes. Entre as espécies com importância económica, contam-se Waitea circinata, um fitopatógeno das culturas de cereais, e Laetisaria fuciformis, espécie que causa uma importante patologia dos relvados.

## Descrição
A ordem foi estabelecida em 2007 pelo micologista sueco Karl-Henrik Larsson com base em resultados obtidos com recuros a técnicas de filogenia molecular. Apesar das fronteiras precisas do táxon e das famílias que o integram ainda serem consideradas imprecisas, inclui pelo menos as famílias Corticiaceae (a família tipo), Punctulariaceae e Vuilleminiaceae.
A ordem tem uma distribuição natural cosmopolita, incluindo cerca de 150 espécies de fungos. A maioria das espécies de Corticiales é saprotófica, com predomínio para as espécies que degradam a madeira morta, sendo tipicamente encontradas sobre ramos mortos. As espécies dos géneros Laetisaria, Limonomyces e Waitea são parasitas facultativos ou obrigatórios de gramíneas. As espécies dos géneros Marchandiobasidium e Marchandiomyces são parasitas de líquenes. A espécie Marchandiomphalina foliacea ocorre como um fungo liquenizado.
Waitea circinata é um importante fitopatógeno de culturas comerciais de cereais, causando numerosas doenças, entre as quais uma importante patologia dos arrozais. O mesmo fungo causa doenças em relvados. A espécie Laetisaria fuciformis é a causa da afecção conhecida por red thread disease em relvados.